# ハイローリング
『ハイローリング』（High-Ballin) は、1978年に公開されたピーター・カーター監督によるカナダのアクション・コメディ映画である。

## あらすじ
高速道路を拠点にトラックを強奪して転売している窃盗団が暗躍しており、トラック業界では恐怖の対象となっていた。ある日、トラック運転手デュークの元を、旧友のレーンがバイクで訪ねてくる。自宅にレーンを迎え入れたデュークは、「トラック業界の汚職が嫌で個人でやってきたが、ハイジャックが相次ぐため、仕事をやめたい」と愚痴をこぼす。その矢先、友人がハイジャックの被害に遭い、やけ酒を飲んでいるデュークを見たレーンはトラック運転手となる決意をする。レーンはデュークとその息子タンカーとともにレーシングカーを運んでいたところ、窃盗団の襲撃をうけるが、女性ドライバーのピックアップに助けられる。その夜、レーンとピックアップは窃盗団の襲撃を受けるが、彼らを尾行し、これまで盗まれてきたトラックを見つける。窃盗団の一員である殺し屋ハーベイは口封じとしてレーンを狙うも、勘違いでデュークを襲撃する。これを知ったレーンはたくさんのトラックを率いて窃盗団に殴り込む。ハーベイはピックアップを人質にとるも、決闘によってレーンに倒される。

## キャスト
| 役名         | 俳優                           | 日本語吹替                                            |
| 役名         | 俳優                           | テレビ東京版                                          |
| ------------ | ------------------------------ | ----------------------------------------------------- |
| レーン       | ピーター・フォンダ             | 山田康雄                                              |
| デューク     | ジェリー・リード               | 樋浦勉                                                |
| ピックアップ | ヘレン・シェイヴァー           | 弥永和子                                              |
| ハーベイ     | デヴィッド・フェリー           | 田中亮一                                              |
| キャロル     | クリス・ウィギンズ             | 大宮悌二                                              |
| ボネッタ     | メアリー・ピリー               | 近藤多佳子                                            |
| タンカー     | クリストファー・ランジェヴィン | 菊池英博                                              |
| ピクチャーズ | ジョン・フリーセン             | 西村知道                                              |
| スレーター   | エリック・ハウス               | 清川元夢                                              |
| レジ―        | マイケル・ホーガン             | 広瀬正志                                              |
| 不明 その他  |                                | 田原アルノ 島香裕 巴菁子 大山高男 佐藤正治 喜多川拓郎 |
|              |                                |                                                       |
| 演出         | 演出                           | 河村常平                                              |
| 翻訳         | 翻訳                           | 入江敦子                                              |
| 効果         | 効果                           | 遠藤堯雄/桜井俊哉                                     |
| 調整         | 調整                           | 小野敦志                                              |
| 制作         | 制作                           | 東北新社                                              |
| 解説         | 解説                           | 河野基比古                                            |
| 初回放送     | 初回放送                       | 1984年4月5日 『木曜洋画劇場』                         |